# Buitenwaarden

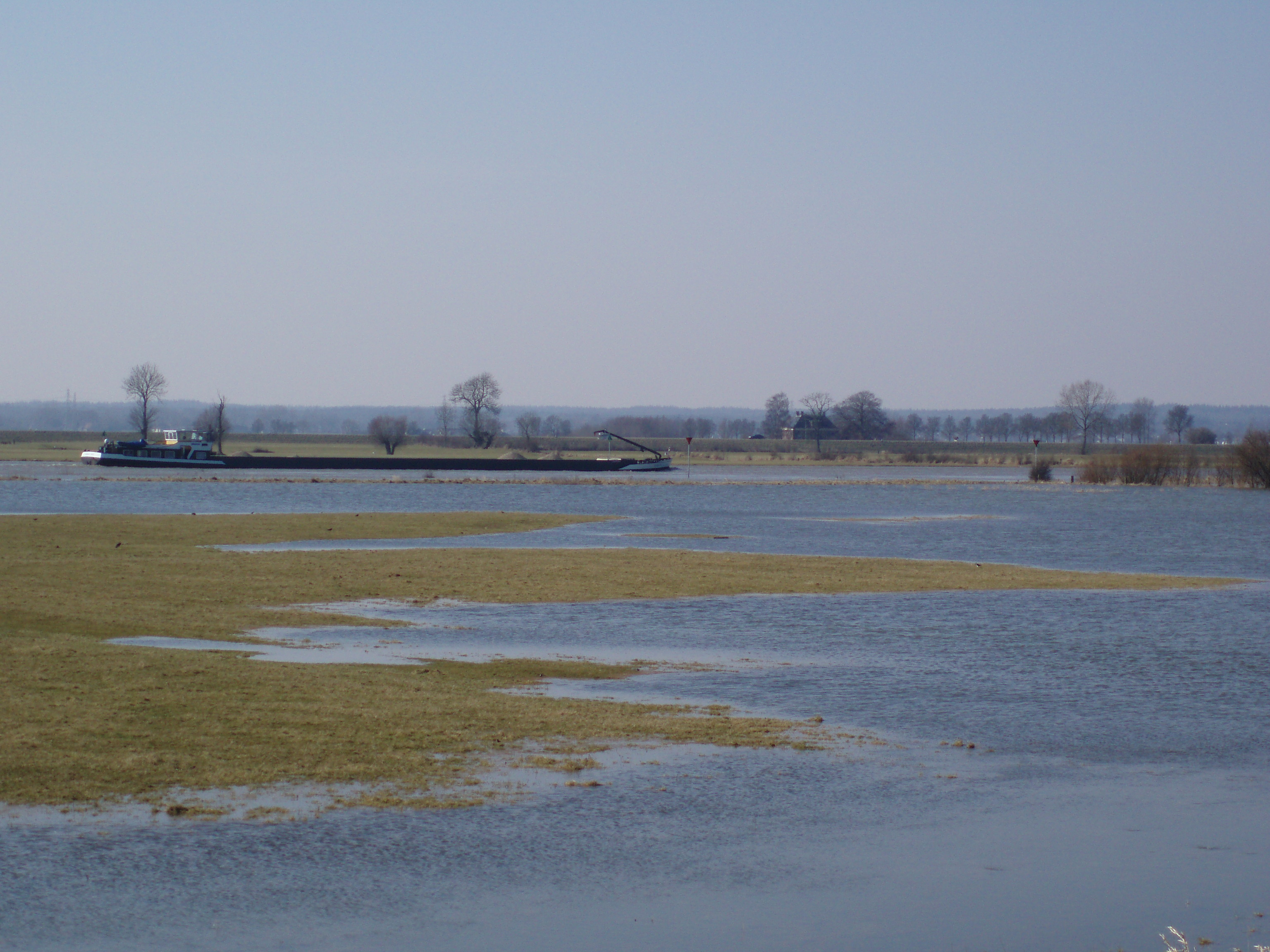
Blik vanaf de dijk op de Buitenwaarden en de IJssel.

De Buitenwaarden is een natuurreservaat in de uiterwaarden van de IJssel bij Wijhe.
Het reservaat is een van de meest vogelrijke gebieden langs de IJssel en een belangrijke schakel in de keten van natuurgebieden langs deze rivier. In het voorjaar zijn de drassige weilanden een belangrijk voedselgebied voor weidevogels, zoals de slobeend en de grutto. In het najaar zijn er veel wintergasten te zien, zoals de tafeleend en smient.

Door het gebied loopt ook een fietspad dat enkel is opengesteld van 1 mei tot 1 november om zodoende de vogels rust te geven zodat deze kunnen foerageren.